# 谭双泉
谭双泉（1930年1月—2020年3月2日），湖南安仁人，中国历史学家，中共党史专家，湖南师范大学教授。

## 生平
1930年1月出生于湖南省安仁县龙市乡一个农民家庭。1949年考入湖南大学历史系。1953年毕业于中国人民大学马列主义研究班。同年开始在湖南师范学院任教。长期从事中国共产党史、中国革命史的教学和科研工作。1998年被湖南省委、省政府授予荣誉社会科学专家称号。1991年起享受国务院政府特殊津贴。1993年获曾宪梓教育基金会二等奖。著有《红叶初集》《教会大学在近现代中国》《中国近代政治思想史：1840-1949年》《谭双泉文论集》。主编《中华人民共和国历史简编》《中国革命史教科书》等工具书。代表性论文《李大钊与五四前后东西文化论战》《评所谓毛泽东思想儒家化》《必须坚持毛泽东思想的指导地位》。2020年3月2日19时58分逝世。